# Saint-Mard-lès-Rouffy
Saint-Mard-lès-Rouffy é uma comuna francesa na região administrativa do Grande Leste, no departamento de Marne. Estende-se por uma área de 6.9 km², e possui 162 habitantes, segundo o censo de 2018, com uma densidade de 23 hab/km².